# Paranapoema
Paranapoema är en kommun i Brasilien.   Den ligger i delstaten Paraná, i den södra delen av landet, 900 km sydväst om huvudstaden Brasília. Antalet invånare är 2 791.
Omgivningarna runt Paranapoema är en mosaik av jordbruksmark och naturlig växtlighet. Runt Paranapoema är det ganska tätbefolkat, med 56 invånare per kvadratkilometer.